# 周宁 (文学教授)
周宁（1961年—），文学博士，厦门大学教授，主要从事戏剧学与跨文化研究的研究。周宁享受中国国务院政府特殊津贴，入选2011年度中国教育部长江学者特聘教授，曾任第七届国务院学位委员会学科评议组成员。

## 学术研究
20世纪80年代中期，周宁在中国国内翻译了多个美学与现象学文学批评相关著作，如《接受美学与接受理论》与《现象学与文学》，2004年出版有《中国形象：西方的学说与传说》丛书。